# خانه پورکرامتی
خانه پورکرامتی مربوط به دوره پهلوی است و در یزد، خیابان انقلاب، کوچه شیخداد واقع شده و این اثر در تاریخ ۱۸ آذر ۱۳۸۷ با شمارهٔ ثبت ۲۳۸۹۶ به‌عنوان یکی از آثار ملی ایران به ثبت رسیده است.